# Robin McLeavy
Robin McLeavy, née le 19 juin 1981 à Sydney, est une actrice australienne.

## Biographie
Robin McLeavy a notamment joué le rôle de Lola "Princess" Stone pour le film The Loved Ones et le rôle de Eva pour la série Hell on Wheels : L'Enfer de l'Ouest.

## Filmographie

### Cinéma
- 2006 : 48 Shades : Jacq
- 2009 : The Loved Ones : Lola "Princess" Stone
- 2012 : Abraham Lincoln : Chasseur de vampires : Nancy Lincoln
- 2015 : Backtrack : Les Revenants (Backtrack) de Michael Petroni : Barbara Henning
- 2024 : Sauvage : Canicule 2 (Force of Nature: The Dry 2) de Robert Connolly : Lauren

### Télévision
- 2007 : The Code
- 2011-2016 : Hell on Wheels : Eva
- 2022 : Wolf Like Me